# Miss Endicott

Miss Endicott est une série de bande dessinée en deux tomes, réalisée par Jean-Christophe Derrien (scénario), Xavier Fourquemin (dessin) et Scarlett Smulkowski (couleurs) et éditée chez Le Lombard dans la collection Signé. Elle se déroule dans un univers steampunk victorien, et suit les aventures de Prudence Endicott, revenue à Londres pour devenir gouvernante.

### Documentation
- Jean-Christophe Derrien (interviewé), Xavier Fourquemin (interviewé) et Jean-Pierre Fuéri, « Transformations », dBD, no 16,‎ septembre 2007, p. 6-8.
- Jean-Pierre Fuéri, « Miss Endicott, t.1 : prudence, mère de sûreté », dBD, no 16,‎ septembre 2007, p. 24.